# بازول ویلیامز
بازول ویلیامز (انگلیسی: Boswell Williams; زاده ۱۶ مهٔ ۱۹۲۶ – درگذشته ۲۰ ژوئیهٔ ۲۰۱۴) سیاست‌مدار اهل سنت لوسیا بود. وی از ۱۹ ژوئن ۱۹۸۰ تا ۱۳ دسامبر ۱۹۸۲ فرماندار کل سنت لوسیا بود.
بازول ویلیامز در ۲۰ ژوئیه ۲۰۱۴، در سن ۸۸ سالگی درگذشت.